# 6 Pułk Strzelców Pieszych Braci Krakowian
6 Pułk Strzelców Pieszych Braci Krakowian – polski pułk piechoty okresu Królestwa Kongresowego.
Sformowany w początkach maja 1831 przez obywateli województwa krakowskiego.
6 maja 1831 dowódcą pułku został ppłk Paweł Jutrzenka.

## Ważniejsze bitwy i potyczki w 1831
Pułk brał udział w walkach w czasie powstania listopadowego.
- Odechów (22 sierpnia)
- Osiny (5 września)
- Janowiec (9 września)
- Chotcza Górna, Lipsko (10 września)
- Łagów (22 września).